# 1. FC Köln
O 1. Fußball-Club Köln 01/07 e. V., mais conhecido como 1. FC Köln, e normalmente referido em português como Colônia (português brasileiro) ou Colónia (português europeu), é uma agremiação desportiva da cidade de Colônia na Renânia do Norte-Vestefália, Alemanha, fundada a 13 de fevereiro de 1948 por fusão dos clubes de futebol Köln BC 01 e SpVgg Sülz 07, tendo sido campeão alemão três vezes, por quatro vezes campeão da Copa da Alemanha, vice-campeão da Copa da UEFA em 1986 e participou por oito vezes em uma semifinal de competições europeias, inclusive da Liga dos Campeões da UEFA, a principal competição continental.
Membro fundador da Bundesliga e seu primeiro campeão, em 1963-64, se manteve até 35 anos ininterruptos na mais alta liga alemã, onde se mantém atualmente, após a sexta promoção na temporada 2019/20. O 1. FC Colônia ocupa o oitavo lugar na Tabela Histórica de pontos da Bundesliga e o terceiro lugar na Tabela Histórica da Oberliga West, a divisão mais alta dos clubes da Alemanha Ocidental antes da introdução da Bundesliga.[carece de fontes?]
O seu maior rival é o Borussia Mönchengladbach, agremiação do mesmo estado, com quem disputa um dos maiores clássicos da Alemanha – o Rheinderby, ou Derby do Rio Reno, tendo também como rivais outros clubes renanos.

## História

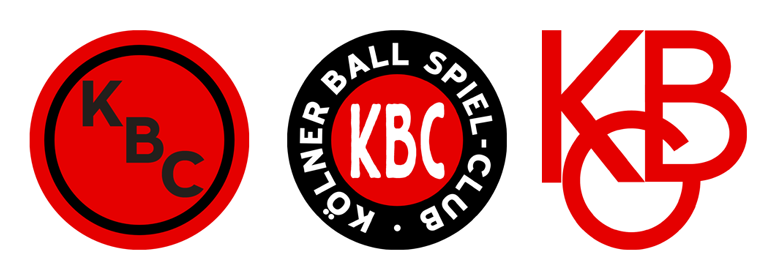
Logotipos históricos do Kolner BC, clube predecessor do 1.FC Köln.

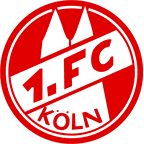
Escudo de 1948 a 1967.

Até a Segunda Guerra Mundial, havia vários clubes de futebol de força aproximadamente igual em Colônia, como o VFL Cologne 1899 e o VFR Cologne 04 RRH. (que mais tarde se tornou FC Viktoria Köln), SpVgg Sülz 07 e Cologne BC 01. Estes clubes eram principalmente clubes de distrito. Ninguém era forte o suficiente para prevalecer permanentemente contra os grandes clubes da região do Ruhr ou do sul da Alemanha.
Entre 1903 e 1933, os clubes de Colônia venceram o Campeonato da Alemanha Ocidental apenas quatro vezes, incluindo o Colônia BC 01 em 1912 e o SpVgg Sülz 07 em 1928, e só então alcançaram as quartas de final do Campeonato Alemão.
De 1933 a 1944, a Gauliga foi o Médio Renoa divisão mais alta. Lá era mais provável que prevalecesse contra a competição de Aachen, Trier ou Koblenz, mas o fim para os clubes de Colônia na rodada final subsequente veio quase consistentemente na fase preliminar. Os dois clubes que mais tarde se fundiram para formar o 1. FC Köln foram o Cologne BC 01 e o SpVgg Sülz 07. Eles vieram para o Bayenthaler SV, SV 1927 Köln e SV Victoria Köln exatamente sete dias antes, que novamente no mesmo ano fundido para formar o SC Fortuna Köln.
Campeão por três vezes do Campeonato Alemão e quatro da Copa da Alemanha, é conhecido em língua portuguesa como Colônia. Nos últimos anos tem alternado períodos entre a primeira e a segunda divisão, estando classificado para a disputa da primeira divisão em 2019/2020, como campeão da segunda.

### O Colônia do século XXI: altos e baixos
Nos últimos anos, o desempenho do clube foi irregular. O FC Colônia  detém a distinção duvidosa do maior período sem fazer gols da história da Bundesliga, em 2002/2003, quando os adeptos tiveram de esperar 1034 minutos excruciantes (equivalente a onze jogos e meio) até que Thomas Cichon encontrou o fundo da rede novamente.
Nos primeiros anos da Bundesliga, o Colônia foi o clube mais bem sucedido na Alemanha Ocidental em termos de total de pontos ganhos. No entanto, começando no início de 1990 o desempenho do clube caiu, e em 1998/1999 eles foram relegados pela primeira vez. Desde aproximadamente 2000, o lado foi uma "equipe de yo-yo", movendo-se entre as primeira e segunda divisões, retornando à Bundesliga no final da temporada 2004/2005 como campeões da segunda divisão, depois de ter sido relegado na temporada anterior. Houve pouco otimismo sobre seu retorno à primeira divisão, quando o Colônia foi apontado pela revista Kicker como um dos clubes mais prováveis de serem rebaixados.

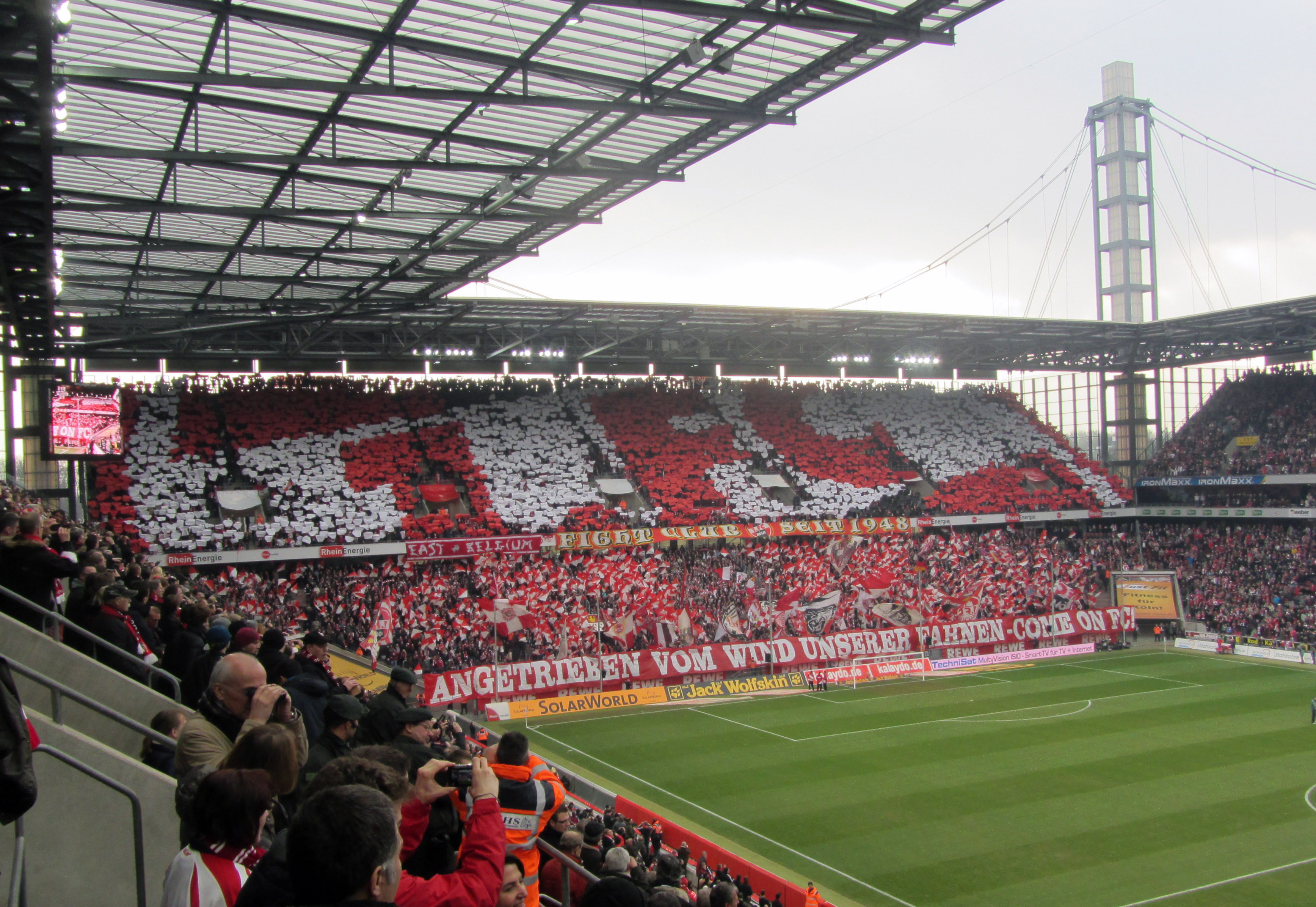
Torcida no Setor Sul (2012).

Esta previsão se tornou realidade quando o Köln perdeu para o Hamburgo por 1 a 0 no antepenúltimo jogo da temporada. O clube terminou a temporada em penúltimo lugar e foi rebaixado após sofrer 71 gols. O mais prolífico goleador da equipe foi Lukas Podolski com um total de 12 gols, que foi transferido para o Bayern de Munique após o fim da temporada. Ele também apareceu com a seleção nacional na Copa do Mundo de 2006.
No final de 2006, o ex-técnico Christoph Daum foi convencido a voltar a tomar o comando da 2. Bundesliga clube e conseguiu liderar o clube de volta a 1. Bundesliga em 2008/2009. Depois de uma campanha bem sucedida Bundesliga em 2008 Daum deixou Köln em direção ao seu ex-clube Fenerbahçe. Também ex-atacante de Köln-Lukas Podolski voltou para a temporada 2009/2010.
Depois de uma temporada pobre na época 2010/2011 obtendo apenas uma vitória sa sua estreia até a nona rodada, o FC Köln trocou o treinador Zvonimir Soldo por Frank Schaefer. O ex-jogador da equipe nacional norueguesa e antes treinador do F.C. København, Ståle Solbakken está em 2012 substituindo Schaefer. No dia 6 de maio de 2012 após uma derrota de 4 a 1 para o Bayern de Munique, a equipe foi rebaixada. Revoltados os torcedores colocaram fogo no seu próprio estádio.

## Símbolo do Colônia

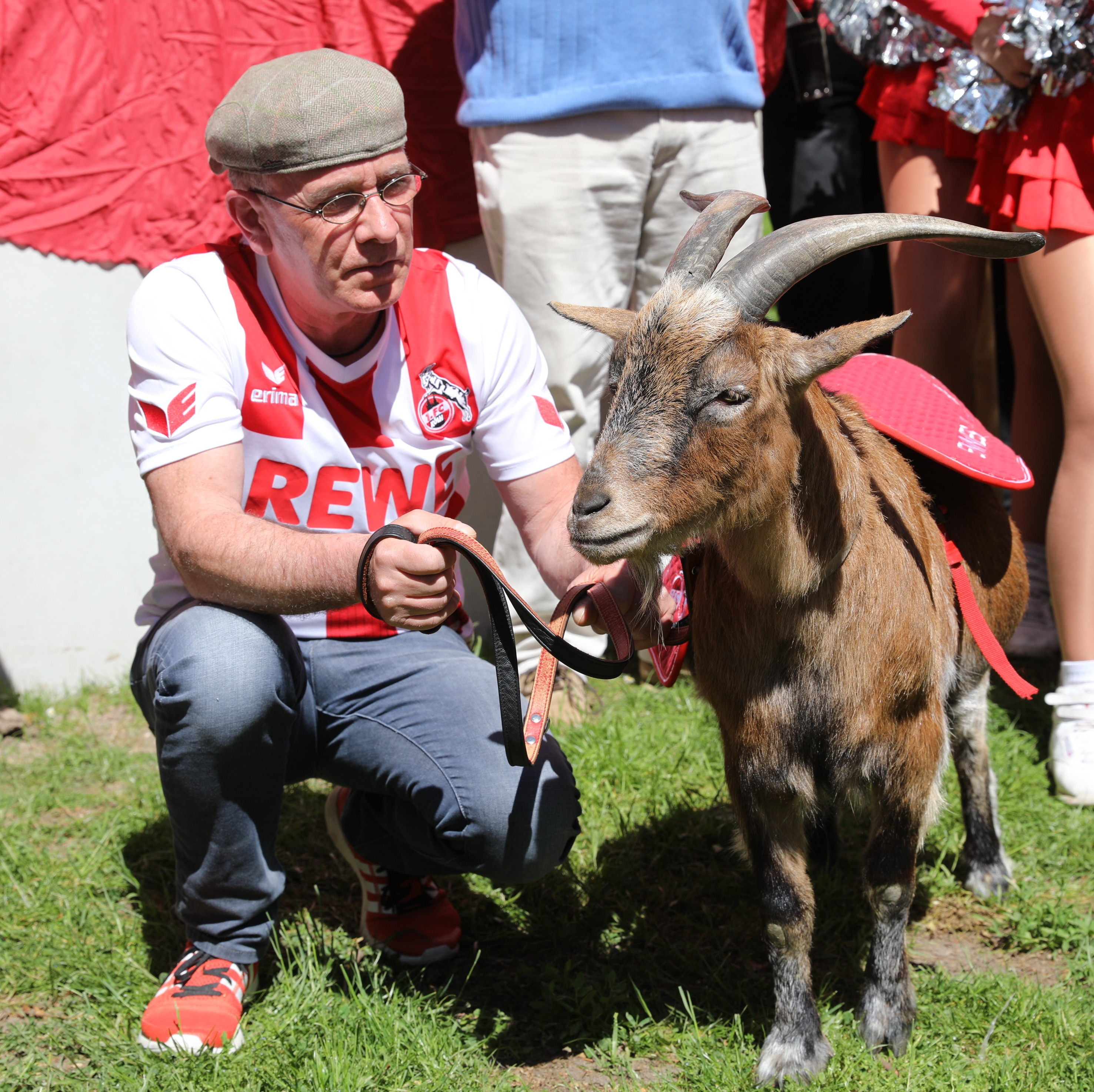
Mascote Hennes VIII.

O símbolo do Colônia é um bode, apelidado de Hennes desde 1950, referência ao treinador do clube neste ano, Hennes Weisweiler, inclusive estando presente no escudo do time. Em 2019 o atual bode é o nono desde então, escolhido após uma votação popular na internet entre os fãs do clube, por isto mesmo, chamado de Hennes IX.
Em uma festa de carnaval em 1950 estava acontecendo um espetáculo de circo e o dono do circo resolveu dar um bode para o presidente do Köln para fazer graça. O presidente decidiu então que o bode passaria a ser o mascote do clube.
Hennes chega ao estádio em um carro personalizado, entra sempre pelo mesmo acesso com as cores do clube e quando chega vai para o gramado, onde é ovacionado pelo público, sendo colocado depois em local próprio no entorno do campo.

## Elenco atual
Última atualização: 7 de maio de 2025.

## Títulos
| NACIONAIS | NACIONAIS         | NACIONAIS | NACIONAIS                                    |
|           | Competição        | Títulos   | Temporadas                                   |
| --------- | ----------------- | --------- | -------------------------------------------- |
|           | Campeonato Alemão | 3         | 1961-62, 1963-64 e 1977-78                   |
|           | Copa da Alemanha  | 4         | 1967-68, 1976-77, 1977-78 e 1982-83          |
|           | 2. Bundesliga     | 5         | 1999-00, 2004-05, 2013-14, 2018-19 e 2024-25 |

### Outras campanhas de destaque
- Semifinalista da Liga dos Campeões da UEFA (1): 1978/79
- Vice-campeão da Copa UEFA (1): 1985-86
- Vice-campeão alemão (7): 1959/60 ,1962/63 ,1964/65 ,1972/73 , 1981/82, 1988/89, 1989/90
- Vice campeão da Copa da Alemanha (6): 1953/54, 1969/70, 1970/71, 1972/73, 1979/80, 1990/91

### Torneios internacionais
- Troféu Cidade de Zaragoza: 1971, 1989, 1995
- Troféu Villa de Gijón: 1973, 1977
- Troféu Juan Gamper: 1978, 1981, 2005
- Flórida Cup: 2015
- Troféu Cidade de Santiago: 1999, 2000
- Torneio Quadrangular de Údine: 1984, 1985, 1989, 1994
- Torneio de Berna: 1989, 1997, 1998

### Categorias de base
- Campeonato alemão sub-19
  - Campeão: 1971;
  - Vice-campeão: 1974, 1983, 1992;
- Campeonato alemão sub-17
  - Campeão: 1990, 2011;
- Campeonato alemão sub-19 (mulheres)
  - Campeão: 2008;